# Oedipina alfaroi
Oedipina alfaroi es una especie de salamandras en la familia Plethodontidae.
Habita en Costa Rica y Panamá.
Su hábitat natural son los  bosques húmedos tropicales o subtropicales a baja altitud y plantaciones.
Está amenazada de extinción debido a la destrucción de su hábitat .